# 김영삼 의원 제명 파동
김영삼 의원 제명 파동은 1979년 9월 29일 민주공화당과 유신정우회에서 신민당 총재 김영삼(金永三)의 1979년 9월 16일자 〈뉴욕 타임스〉와의 기자회견 중 박정희 정권에 대한 지지를 철회하라는 내용을 문제삼아 10월 4일 국회에 징계동의안을 제출, 김영삼을 징계, 의원직을 박탈한 사건이다. 김영삼의 제명은 부마 항쟁을 촉발했고, 이는 유신 정권 종식의 계기가 되었다.

## 원인
1979년 8월 9일 가발 수출회사인 YH무역의 여성 노동자 172명이 서울특별시 마포구에 있는 신민당 당사에 찾아와 당내에서 농성에 돌입했으며 신민당 총재 김영삼은 YH무역의 여공들과 면담하였다. 20대 여성 노동자들이 근로조건과 처우 개선을 요구하며 신민당 당사에 진입하자 신민당 총재인 김영삼은 이들을 받아들이게 한뒤, 이들을 위로하며 '여러분이 마지막으로 우리 신민당사를 찾아 준 것을 눈물겹게 생각한다'며 '우리가 여러분을 지켜주겠으니 걱정말라'며 노동자들을 안심시켰다.
1979년 8월 9일부터 8월 10일까지 신민당 총재 김영삼과 신민당 소속 국회의원들은 신민당 당사 주변을 순찰하며 박정희 정권이 보냈을 경찰청 정보과, 보안과에서 나온 형사들을 발견하면 멱살을 잡고 발길질을 하고 따귀를 치며 경고를 하였다. 8월 11일 새벽 경찰이 신민당에 최후통첩을 내렸다. 이순구 서울시 경무국장이 당사에 전화를 걸어 총재를 바꾸라고 당직자에게 요구했지만 김영삼은 건방지다며 전화를 받지 않았다. 오히려 작전지휘에 나선 마포경찰서장을 만나자 '너희들이 저 여공을 다 죽이려 하냐'며 뺨을 올려붙였다. 곧이어 2,000여 명의 경찰이 신민당사에 투입되고 신민당 의원, 당직자 등과 몸싸움을 벌였지만 역부족이었고 23분 만에 진압작전은 완료돼 YH무역 노동자들은 모두 강제연행되었다. 경찰의 연행과정에서 건물옥상에 올라간 노동자들 중 김경숙이 추락하여 사망하고 신민당 총재 김영삼은 경찰에 의해 상도동 집으로 강제로 끌려나갔다. 김대중을 가택연금했던 박정희 정권은 1978년부터 김영삼을 처리하려 했고 YH무역 사건을 기회로 김영삼 마저 처리하기로 마음을 먹었다.
1979년 9월 8일 법원은 김영삼에 대한 신민당 총재직 정지 가처분 결정을 내렸으나 취하되었다. 김영삼은 1979년 9월 16일자 〈뉴욕 타임스〉와의 기자회견 중 박정희 정권에 대한 지지를 철회하라는 의사를 발표했다.

## 경과
김영삼은 정권의 신민당 총재직 및 국회의원 제명 시도에도 신민당 총재직에는 일단 있었지만, 1979년 10월 뉴욕타임스지를 통해 미국에 대하여 "박정희 정권에 대한 지지를 철회할 것"을 요구하다가 여당측은 김영삼 총재의 기자회견 내용이 사대주의라고 규정, 1979년 공화당과 유정회는 다시 9월16일자 ‘뉴욕타임스’지에 실린 김영삼 총재의 회견기사가 ‘헌정을 부정하고 사대주의 발언을 했다’고 비판했다. 김영삼은 ‘미국이 한국에 대해 원조제공을 중단하고 정부에 대해 민주화조치를 취하도록 압력을 가하라’고 촉구하고 사대주의 발상이라고 비난하는 여론에 ‘미국은 우리에게 압력을 가할 수 있는 위치에 있는 나라’라고 인터뷰를 통해 밝혔다.
9월 22일 공화당과 유정회는 소속 국회의원 160명 전원의 이름으로 국회에 김영삼 신민당총재에 대한 '징계동의안'을 제출했다. 징계사유는 "국회의원 김영삼은 국회법 제26조에 의한 국회의원으로서의 신분을 일탈하여 국헌을 위배하고 국가안위와 국리민복(國利民福)을 현저히 저해하는 허위사실을 유포하는 등 반국가적 언동을 함으로써 스스로 주권을 모독하여 국회의 위신을 실추시키고 국회의원으로서의 품위를 손상시켰으므로 국회법 제157조에 의해 징계를 요구한다"는 내용으로 되어 있다. 9월 29일, 22일에 김영삼의 징계동의안을 제출한 공화당과 유정회는 통합 당무회의를 열어 징계 종류는 제명으로, 징계 시기는 정기국회 회기중에 처리하기로 정하였다.
1979년 10월 4일 공화당과 유정회 주도로 '국회의원으로서 본분을 일탈하여 반국가적인 언동을 함으로써 국회의 위신과 국회의원의 품위를 손상시켰다'며 김영삼의 국회의원직을 제명을 요구했고, 국회에서 여당 단독으로 신민당 김영삼 총재의 의원직 박탈을 의결했다. 신민당 의원들의 국회 본회장점거에도 불구하고, 백두진 국회의장이 구두로 법제사법위원회에 징계동의안을 회부하고, 이후 3분 후에 소집된 법제사법위원회에서 야당의원에게는 알리지 않은 채 40초 만에 전격으로 날치기 통과시켰다.
이후 여의도 국회 본회장은 신민당 의원들에 의해 점거되어 있었으나, 백두진 국회의장은 국회법 제140조에 따라 내무부에 연락하여 경찰권을 발동하고 국회법 141조에 따라 경찰파견을 요청하였다. 곧이어 여당의원들은 여당의원 총회장으로 사용되는 146호실로 본회장을 이동하여, 사복경찰 300여 명의 146호 진입로를 경비, 야당의원 진입을 차단시키고 비공개회의를 진행했다. 무기명 비밀투표를 실시 159명의 여당의원이 참석하여 찬성 159표로 김영삼 의원의 제명이 가결되었다.
김영삼은 신민당 총재직과 국회의원직에서 강제로 제명되고 이어 가택 연금되는 탄압을 받았다. 신민당 의원들의 의원직 총사태를 불러일으켰고 김영삼이 의원직에서 제명되고 9일 뒤인 10월 13일 김영삼의 의원직 제명에 반발한 신민당 의원 66명과 민주통일당 의원 3명은 집단사퇴를 제출하며 반발했다. 더욱이 공화당과 유정회 합동조정회의에서 '사퇴서 선별수리론'이 제기, 부산 및 마산 출신 국회의원들과 그 지역의 민심을 크게 자극하게 된다. 이어 10월 15일 부산광역시 부산대학교 학생들에 의해 민주선언문이 배포되고, 10월 16일 다른 대학교의 학생들과 시민들이 가담하여 대규모 독재타도, 반정부시위가 시작됐다. 10월 16일과 10월 17일 부산에서는 김영삼에 대한 정치탄압 중단과 유신정권 타도 등을 외쳤고 10월 18일과 10월 19일에는 경남 마산시 및 창원시 지역으로 시위가 확산되었다.

## 같이 보기
- 김영삼
- 부마 민중 항쟁
- 김영삼 초산 테러 사건
- 김대중 납치 사건
- 김옥선 파동
- 장면 피격 사건
- 제4공화국
- 민주공화당
- 유신정우회
- 김대중
- 김옥선
- 장면
- 장준하
- 윤보선
- 김대중 내란음모 사건